# Golden Boy
A Golden Boy (magyarul: Aranyifjú) egy dal, amely Izraelt képviselte a 2015-ös Eurovíziós Dalfesztiválon, Bécsben az izraeli Nadav Guedj előadásában. Az előadót egy tehetségkutató műsorban nyerte el az eurovíziós indulás jogát, a dalát pedig 2015. március 12-én mutatták be. A verseny történetében ez volt az első izraeli dal, amit teljes egészében angol nyelven adtak elő; 2015-ig minden izraeli versenydal tartalmazott legalább néhány sornyi héber szöveget.

## Eurovíziós Dalfesztivál
A dalt az Eurovíziós Dalfesztiválon, Bécsben először a május 21-i második elődöntőben adta elő, fellépési sorrendben kilencedikként a cseh Marta Jandová és Václav Noid Bárta Hope Never Dies című dala után, és a lett Aminata Love Injected című dala előtt. Innen 151 ponttal, a 3. helyen jutott tovább a döntőbe. A május 23-i döntőben fellépési sorrendben harmadikként adta elő a dalt, a francia Lisa Angell N'oubliez pas című dala után, és az észt Elina Born és Stig Rästa Goodbye to Yesterday című dala előtt. A szavazás során 97 pontot szereztek, amivel a 9. helyen végeztek.
A következő izraeli induló Hovi Star Made of Stars című dala volt a 2016-os Eurovíziós Dalfesztiválon.